# 坂倉将吾
坂倉 将吾（さかくら しょうご、1998年5月29日 - ）は、千葉県印旛郡酒々井町出身のプロ野球選手（捕手、内野手）。右投左打。広島東洋カープ所属。

## 経歴

### プロ入り前

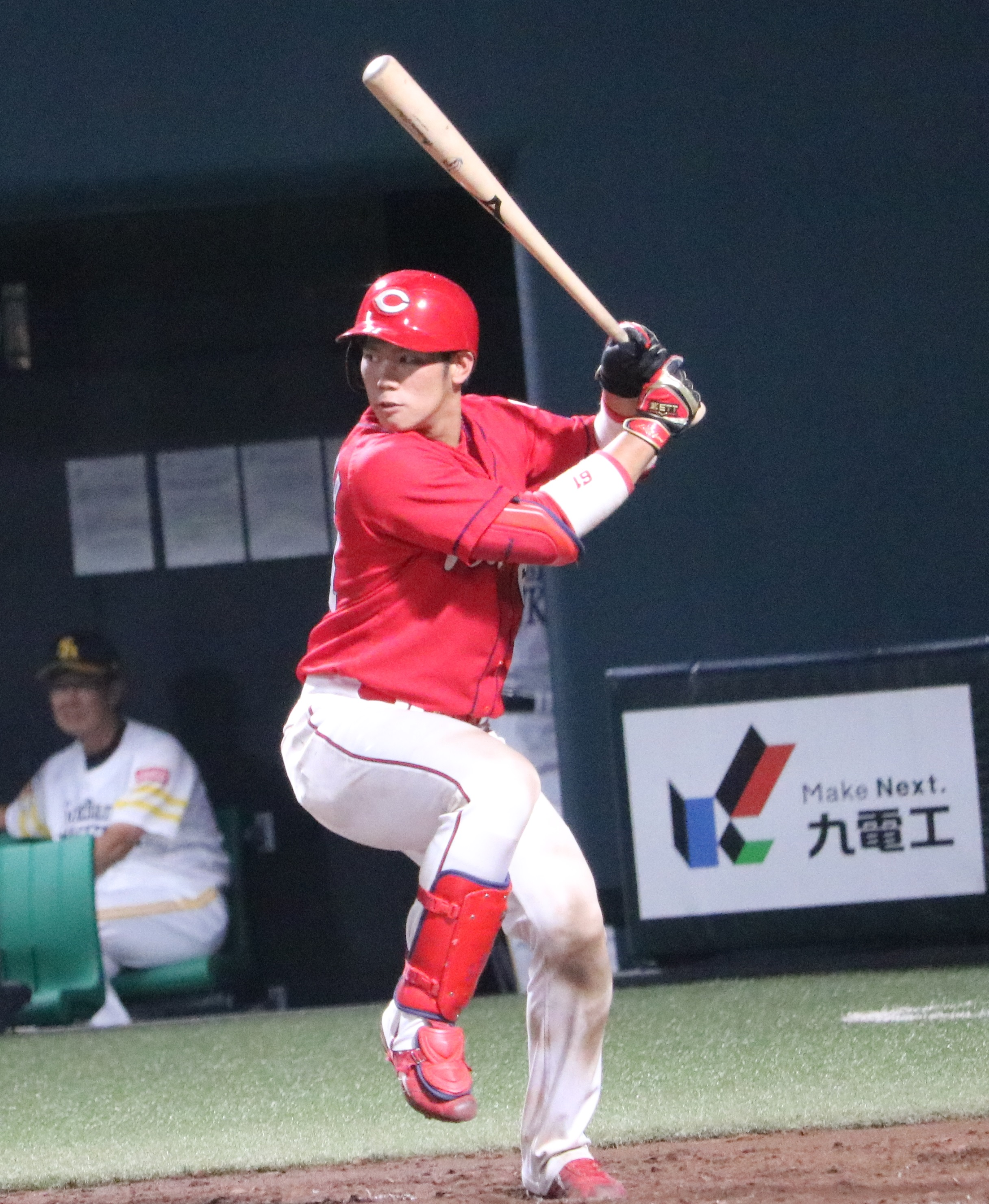
2017年7月28日 ウエスタン・リーグ

酒々井町立酒々井小学校時代には、1年時から酒々井ビッグアローズに所属。当初は捕手だったが、5年時に投手へ転向すると、6年時に千葉県大会へ出場した。
酒々井町立酒々井中学校への進学後は、八千代中央シニアに所属しながら捕手へ復帰。中学3年の春には、八千代中央シニアの正捕手として、シニアリーグの全国大会で優勝を経験した。
高校への進学に際しては、県内外の30校近い野球強豪校から勧誘されたが「3年間寮で生活しながら、野球だけではなく人間力も磨きたかった」という思いから、日本大学第三高等学校への進学を決めた。1年時には持ち前の強肩を生かすべく、外野手としてプレー。秋から4番打者としてレギュラーに定着したが、2年時の秋から正捕手になった。在学中は春夏とも甲子園球場の全国大会へ出場できなかったが、対外試合では通算で25本塁打を記録。2年時夏の選手権西東京大会準々決勝では、明治神宮野球場のバックスクリーンを直撃する本塁打を記録している。1学年後輩には櫻井周斗がおり、バッテリーを組んだこともある。
2016年のNPBドラフト会議で、広島東洋カープから4巡目で指名。契約金3500万円、年俸500万円（年俸は推定）という条件で入団した。背番号は61。

### 広島時代
2017年は、7月13日のフレッシュオールスターゲーム（静岡県草薙総合運動場硬式野球場）にウエスタン・リーグ選抜の捕手として途中で出場。9月23日の対読売ジャイアンツ戦（MAZDA Zoom-Zoom スタジアム広島）8回裏に代打で一軍公式戦へのデビューを果たすと、同月30日の対横浜DeNAベイスターズ戦（横浜スタジアム）では、延長10回表の打席で一軍公式戦初安打・初打点を田中健二朗からの2点適時打で記録した。広島の高卒新人捕手が一軍公式戦で安打を打った事例は、1965年の衣笠祥雄以来2人目である。一軍公式戦への出場は3試合にとどまったが、二軍のリーグ優勝で臨んだ10月7日のファーム日本選手権（KIRISHIMAサンマリンスタジアム）では、同期入団の高卒投手・高橋昂也とのバッテリーでフル出場。巨人打線を2点に抑え、二軍チームを史上初の日本一達成に導く3点本塁打を打つ活躍で、MVPを受賞した。二軍では公式戦99試合へ出場し、リーグの規定打席へ到達。本塁打は1本にとどまったが、チームメイトのアレハンドロ・メヒアに次いでリーグ2位の打率.298を記録した。さらに、シーズン終了後には、ウエスタン・リーグの優秀選手賞・新人賞・期待賞・ビッグホープ賞を受賞している。
2018年は、7月12日のフレッシュオールスターゲーム（弘前市はるか夢球場）ではウエスタン・リーグ選抜の「5番・指名打者」としてフル出場を果たした。一軍公式戦にも代打を中心に9試合へ出場したが、打率は.125で、後半戦は一軍から遠ざかった。二軍では公式戦58試合に出場。規定打席には到達しなかったものの、打率.329、4本塁打という好成績を残した。シーズン終了後の秋季キャンプでは、丸佳浩が国内FA権を行使したことを踏まえて、外野の守備練習も再開した。
2019年は、移籍した丸の後釜となる一軍の3番打者候補の1人に浮上。捕手としての登録を続けながら、春季キャンプからは、外野手としての実戦経験も積んだ。レギュラーシーズンでは、プロ入り後初めて開幕一軍入りを果たすと、3月31日に巨人との開幕カード第3戦（MAZDA Zoom-Zoom スタジアム広島）で「6番・左翼手」として初めて先発出場。8月1日には、東京ドームでの同カード9回表に、一軍公式戦での初本塁打を大竹寛から代打で記録した。一軍公式戦全体では、過去2シーズンを大きく上回る51試合に出場。本塁打は前述の1本のみながら、打率.230、7打点を記録し、2試合で3番打者を任された。この年も捕手登録を続けたが、一軍公式戦では12試合で外野を守った一方で、捕手としての出場は3試合だけにとどまった。
2020年は、プロ入り後最多となる81試合に出場し、打率.287、3本塁打、26打点を記録。捕手としても會澤翼に次ぐ2番手捕手として47試合に先発出場した。オフに、900万円増となる推定年俸1800万円で契約を更改し、同年限りで引退した石原慶幸の背番号31を引き継ぐことが発表された。
2021年は、一塁の守備練習に取り組む。捕手としても出場する傍ら、會澤など他の捕手が先発出場する試合にも、一塁手として先発起用された他、一塁と捕手の両方を守った試合もあった。同年4月3日の対DeNA戦（横浜スタジアム）では5回二死満塁の打席で京山将弥から自身初の満塁本塁打、9月7日の対中日ドラゴンズ戦（マツダスタジアム）では2点を追う9回二死一・二塁の打席でライデル・マルティネスから自身初のサヨナラ打となる逆転サヨナラ3点本塁打を放った。このサヨナラ打は後に10月14日に9月度の「月間スカパーサヨナラ賞」、12月21日に「スカパー! ドラマティック・サヨナラ賞 年間大賞」に選出された。シーズン中は主に5番打者として出場し、最終的に打率.315、12本塁打、68打点を記録し、特に打率は途中でトップになったものの、最終的には首位打者となった鈴木誠也と2厘の差でリーグ2位となった。オフに、3200万円増となる推定年俸5000万円で契約を更改した。捕手としての出場機会が比較的少ないながらリーグワースト4位の36盗塁を許し、守備面には課題を残した。
2022年は、コンバートされた三塁手を中心に一塁手、捕手としても出場し、チームで唯一全試合出場を果たし、打率.288、16本塁打、68打点を記録。同年9月4日の対DeNA戦（マツダスタジアム）では7回二死満塁の打席で田中健二朗から満塁本塁打を放った。オフに、4500万円増となる推定年俸9500万円で契約を更改した。2023年は捕手に専念することとなった。
2023年は、5月2日の対DeNA戦（横浜スタジアム）で9回一死満塁の打席で山﨑康晃から満塁本塁打、同月12日の対巨人戦（東京ドーム）では延長10回一・三塁の打席で決勝適時打、7月13日の対巨人戦（東京ドーム）では延長11回二死二・三塁の打席で大江竜聖から決勝2点適時打、8月25日の対東京ヤクルトスワローズ戦（マツダスタジアム）では3-3の同点で迎えた9回無死満塁の打席で清水昇からサヨナラ犠飛を放つなど、チームで5年ぶりのAクラス入りに貢献した。シーズンでは正捕手として120試合に出場し、打率.266、12本塁打、44打点を記録。11月に開催されたアジアプロ野球チャンピオンシップ2023の日本代表選手として、オーバーエイジ枠で選出された。12月6日、3000万円増となる1億2500万円で契約を更改した。
2024年は、再び一塁手としての出場が増加した一方、オールスター前までに打率が2割付近になるなど極度の打撃不振に陥った。7月24日のオールスターゲーム第2戦での初安打は1967年の大杉勝男以来、57年ぶり史上3人目、セ・リーグの選手では初となる満塁本塁打を放った。後半戦には8月に月間打率.368を記録するなど復活し、シーズンでは打率.279、チームトップの12本塁打、44打点を記録。シーズン後、11月開催の国際野球大会WBSCプレミア12の日本代表選手に選出されると正捕手格として7試合に出場、18打数8安打、打率.444、1本塁打4打点の活躍を見せ、大会ベストナイン（捕手部門）に選ばれた。大会後の同月28日に右肘のクリーニング手術を受けたことを発表。12月2日に2500万増となる推定年俸1億5000万円で契約を更改した。
2025年2月26日に右手中指を痛め、3月2日に右手中指末節骨の骨折と診断されたことが発表された。

## 選手としての特徴

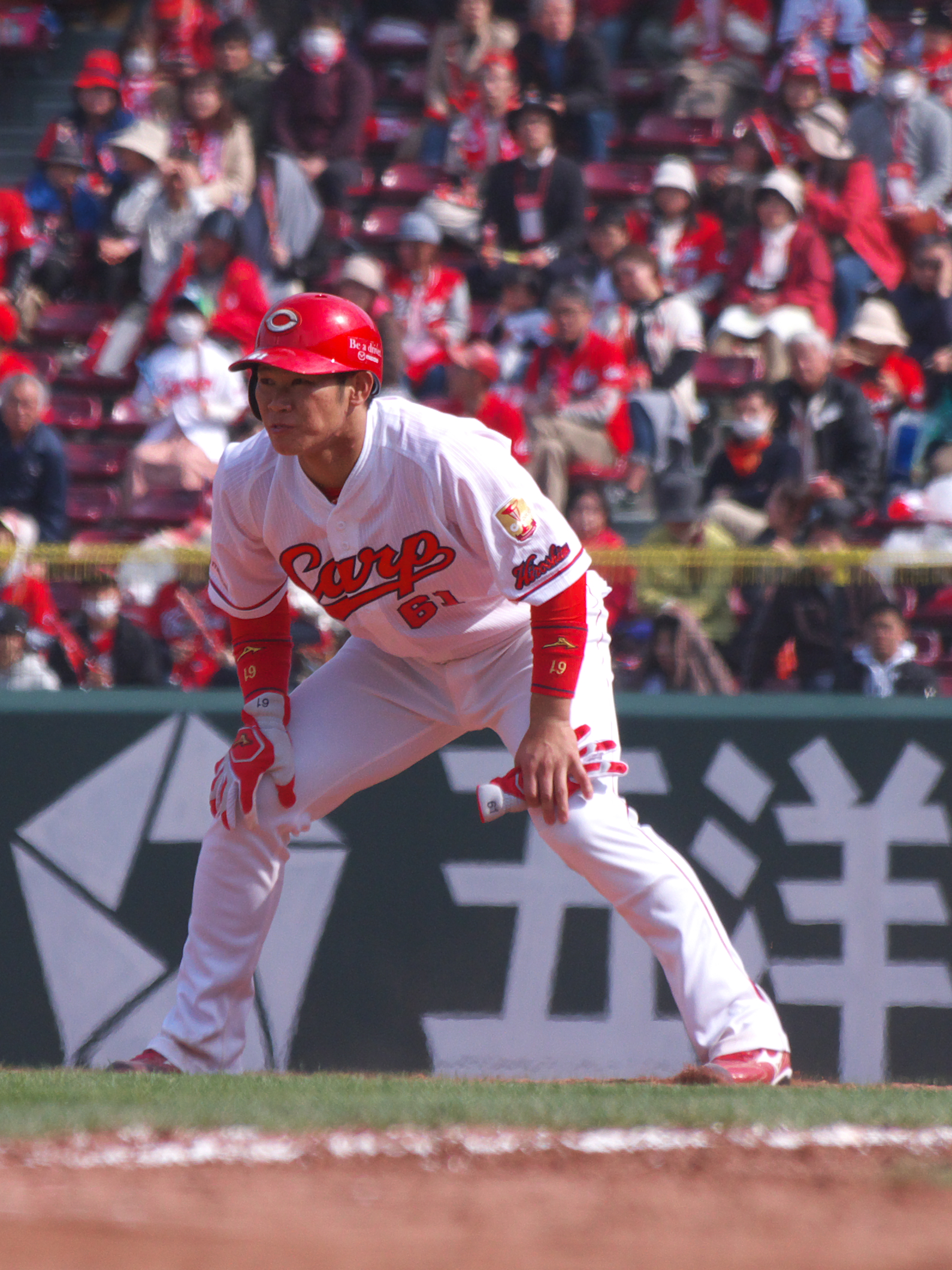
出塁時の坂倉（2019年3月12日、マツダスタジアムにて）

広島OBの前田智徳を彷彿とさせる高い打撃センス、捕手としては稀に見る長打力、50mで最速6秒3を記録した俊足の持ち主。捕手としては、キャッチングのうまさ、投手の良さを引き出す配球、観察眼に定評がある。さらに、高校2年時の夏まで捕手以外のポジションも経験したことから、試合の流れを読む能力も高い。広島との入団交渉で仮契約を結んだ際には、交渉へ同席したスカウト統括部長の苑田聡彦に、「スカウト歴40年で坂倉のような高校生捕手を初めて見た」と言わしめた。

## 人物
愛称は「サクラ」、「サク」。
少年時代は、地元の千葉県に本拠地を置く千葉ロッテマリーンズのファンだった。憧れの選手には当時の正捕手で（観に行った試合で）よく本塁打を打ってくれたという里崎智也を挙げている。
広島との仮契約後の記者会見で、チームOBの前田健太に笑顔が似ていることを報道陣から指摘された。坂倉はその場で否定したものの、かねてから「マエケン（前田健太）似」と言われていたことを明かした。
藤平尚真とは同郷で小学時代から親交があり、中学時代はシニア選抜でバッテリーを組んだ経験がある。2024 WBSCプレミア12では藤平も初選出され再びバッテリーを組むこととなった。
日大三高の恩師である小倉全由監督は、高校野球東京選抜チームの監督を務めた時にメンバーであった鈴木誠也と親交を持っており、坂倉の広島入団に際し『面倒を見てやってくれ』と鈴木に連絡、それを受け様々な面で鈴木に目を掛けられており、仲の良い関係を持っている。

## 詳細情報

### 年度別打撃成績
| 年 度     | 球 団     | 試 合 | 打 席 | 打 数 | 得 点 | 安 打 | 二 塁 打 | 三 塁 打 | 本 塁 打 | 塁 打 | 打 点 | 盗 塁 | 盗 塁 死 | 犠 打 | 犠 飛 | 四 球 | 敬 遠 | 死 球 | 三 振 | 併 殺 打 | 打 率 | 出 塁 率 | 長 打 率 | O P S |
| --------- | --------- | ----- | ----- | ----- | ----- | ----- | -------- | -------- | -------- | ----- | ----- | ----- | -------- | ----- | ----- | ----- | ----- | ----- | ----- | -------- | ----- | -------- | -------- | ----- |
| 2017      | 広島      | 3     | 4     | 4     | 0     | 1     | 0        | 0        | 0        | 1     | 2     | 0     | 0        | 0     | 0     | 0     | 0     | 0     | 0     | 0        | .250  | .250     | .250     | .500  |
| 2018      | 広島      | 9     | 9     | 8     | 1     | 1     | 1        | 0        | 0        | 2     | 1     | 0     | 0        | 0     | 0     | 1     | 0     | 0     | 1     | 0        | .125  | .222     | .250     | .472  |
| 2019      | 広島      | 51    | 64    | 61    | 4     | 14    | 4        | 0        | 1        | 21    | 7     | 0     | 0        | 0     | 0     | 3     | 0     | 0     | 19    | 0        | .230  | .266     | .344     | .610  |
| 2020      | 広島      | 81    | 228   | 209   | 24    | 60    | 15       | 1        | 3        | 86    | 26    | 1     | 1        | 0     | 0     | 17    | 1     | 2     | 36    | 6        | .287  | .346     | .411     | .758  |
| 2021      | 広島      | 132   | 484   | 422   | 58    | 133   | 24       | 2        | 12       | 197   | 68    | 4     | 3        | 2     | 5     | 51    | 1     | 4     | 60    | 9        | .315  | .390     | .467     | .857  |
| 2022      | 広島      | 143   | 599   | 539   | 73    | 155   | 18       | 3        | 16       | 227   | 68    | 2     | 1        | 0     | 4     | 46    | 3     | 10    | 81    | 14       | .288  | .352     | .421     | .773  |
| 2023      | 広島      | 120   | 448   | 395   | 48    | 105   | 19       | 1        | 12       | 162   | 44    | 3     | 0        | 1     | 2     | 47    | 6     | 3     | 67    | 9        | .266  | .347     | .410     | .757  |
| 2024      | 広島      | 121   | 462   | 427   | 43    | 119   | 19       | 1        | 12       | 176   | 44    | 3     | 2        | 1     | 2     | 31    | 3     | 1     | 80    | 7        | .279  | .328     | .412     | .740  |
| 通算：8年 | 通算：8年 | 660   | 2298  | 2065  | 251   | 588   | 100      | 8        | 56       | 872   | 260   | 13    | 7        | 4     | 13    | 196   | 14    | 20    | 344   | 45       | .285  | .350     | .422     | .772  |

- 2024年度シーズン終了時

### 年度別守備成績
捕手守備
| 年 度 | 球 団 | 捕手  | 捕手  | 捕手  | 捕手  | 捕手  | 捕手     | 捕手  | 捕手     | 捕手     | 捕手     | 捕手     |
| 年 度 | 球 団 | 試 合 | 刺 殺 | 補 殺 | 失 策 | 併 殺 | 守 備 率 | 捕 逸 | 企 図 数 | 許 盗 塁 | 盗 塁 刺 | 阻 止 率 |
| ----- | ----- | ----- | ----- | ----- | ----- | ----- | -------- | ----- | -------- | -------- | -------- | -------- |
| 2017  | 広島  | 1     | 2     | 1     | 0     | 0     | 1.000    | 0     | 0        | 0        | 0        | ----     |
| 2018  | 広島  | 5     | 3     | 0     | 0     | 0     | 1.000    | 1     | 1        | 1        | 0        | .000     |
| 2019  | 広島  | 3     | 6     | 0     | 0     | 0     | 1.000    | 0     | 0        | 0        | 0        | ----     |
| 2020  | 広島  | 55    | 367   | 43    | 2     | 5     | .995     | 6     | 26       | 15       | 11       | .423     |
| 2021  | 広島  | 62    | 375   | 50    | 2     | 6     | .995     | 3     | 48       | 36       | 12       | .250     |
| 2022  | 広島  | 22    | 138   | 10    | 1     | 1     | .993     | 1     | 15       | 13       | 2        | .133     |
| 2023  | 広島  | 113   | 722   | 80    | 3     | 8     | .996     | 3     | 36       | 26       | 10       | .278     |
| 2024  | 広島  | 76    | 425   | 51    | 2     | 7     | .996     | 3     | 26       | 16       | 10       | .385     |
| 通算  | 通算  | 337   | 2038  | 235   | 10    | 27    | .996     | 14    | 152      | 107      | 45       | .296     |

内野守備
| 年 度 | 球 団 | 一塁  | 一塁  | 一塁  | 一塁  | 一塁  | 一塁     | 三塁  | 三塁  | 三塁  | 三塁  | 三塁  | 三塁     |
| 年 度 | 球 団 | 試 合 | 刺 殺 | 補 殺 | 失 策 | 併 殺 | 守 備 率 | 試 合 | 刺 殺 | 補 殺 | 失 策 | 併 殺 | 守 備 率 |
| ----- | ----- | ----- | ----- | ----- | ----- | ----- | -------- | ----- | ----- | ----- | ----- | ----- | -------- |
| 2021  | 広島  | 62    | 436   | 31    | 7     | 37    | .985     | -     | -     | -     | -     | -     | -        |
| 2022  | 広島  | 55    | 128   | 11    | 0     | 6     | 1.000    | 119   | 79    | 159   | 13    | 18    | .948     |
| 2023  | 広島  | 7     | 41    | 4     | 0     | 4     | 1.000    | -     | -     | -     | -     | -     | -        |
| 2024  | 広島  | 51    | 398   | 30    | 4     | 34    | 0.991    | -     | -     | -     | -     | -     | -        |
| 通算  | 通算  | 175   | 1003  | 76    | 11    | 81    | .990     | 119   | 79    | 159   | 13    | 18    | .948     |

外野守備
| 年 度 | 球 団 | 外野  | 外野  | 外野  | 外野  | 外野  | 外野     |
| 年 度 | 球 団 | 試 合 | 刺 殺 | 補 殺 | 失 策 | 併 殺 | 守 備 率 |
| ----- | ----- | ----- | ----- | ----- | ----- | ----- | -------- |
| 2019  | 広島  | 12    | 5     | 0     | 0     | 0     | 1.000    |
| 通算  | 通算  | 12    | 5     | 0     | 0     | 0     | 1.000    |

- 2024年度シーズン終了時[注 2]

### 表彰

#### NPB
- ウエスタン・リーグ 優秀選手賞・新人賞・期待賞・ビッグホープ賞（2017年[8]）
- スカパー! ドラマティック・サヨナラ賞年間大賞：1回（2021年[20][44]）
- 月間サヨナラ賞：1回（2021年9月[19][45]）
- オールスターゲーム 敢闘選手賞：1回（2024年第2戦[46]）
- オールスターゲーム マイナビドリーム賞：1回（2024年第2戦[46]）

#### 国際大会
- WBSCプレミア12オール・ワールド・チーム：1回（2024年）

### 記録
初記録
- 初出場：2017年9月23日、対読売ジャイアンツ25回戦（MAZDA Zoom-Zoom スタジアム広島）、8回裏にジェイ・ジャクソンの代打で出場
- 初打席：同上、池田駿から左飛
- 初安打、初打点：2017年9月30日、対横浜DeNAベイスターズ24回戦（横浜スタジアム）、10回表に田中健二朗から中前2点適時打
- 初先発出場：2019年3月31日、対読売ジャイアンツ3回戦（MAZDA Zoom-Zoom スタジアム広島）、「6番・左翼手」で先発出場
- 初本塁打：2019年8月1日、対読売ジャイアンツ17回戦（東京ドーム）、9回表に大竹寛から右越3ラン
- 初盗塁：2020年7月11日、対中日ドラゴンズ5回戦（ナゴヤドーム）、2回表に二盗（投手：勝野昌慶、捕手：アリエル・マルティネス）

その他の記録
- オールスターゲーム出場：2回（2022年、2024年）
  - オールスターゲームでの満塁本塁打（2024年第2戦） ※史上3人目、セ・リーグ初

### 背番号
- 61（2017年 - 2020年）
- 31（2021年 - ）

### 登場曲
- 「走る人」 カラーボトル（2017年 - 2019年）
- 「I Was Born To Love You」 QUEEN（2019年）
- 「Alright!」Leola（2020年 - ）
- 「Feel your breeze」V6（2022年 - ）
- 「僕らの絆 〜仲間への手紙〜」清木場俊介（2023年4月 - ）
- 「Magic」  Mrs. GREEN APPLE（2024）

## 代表歴
- 2023 アジア プロ野球チャンピオンシップ 日本代表
- 2024 WBSCプレミア12 日本代表

## 関連情報

### CM
- マツダアンフィニ広島（2022年・2023年・2024年）
  - 「石原さんの行き先」篇（2022年）石原慶幸と出演
  - 「広島のために」篇（2022年）単独出演
  - 「坂倉くんの目標」篇（2022年）石原慶幸と出演
  - 「坂倉くんの服装」篇（2023年）アンフィニ広島2年目社員
  - 「坂倉選手キャンペーン（2024初売り）」篇（2023年12月-2024年1月（年末年始））アンフィニ広島2年目社員
  - 「チームでサポート」篇（2024年）秋山翔吾と出演
  - 「2024宣誓」篇（2024年）石原慶幸（カープOB）・秋山翔吾と出演
- 中国電力 会員制WEBサイト「ぐっとずっと。クラブ」カープ応援メニュー（2022年・2023年・2024年、広島ローカル）森下暢仁、小園海斗と3人で出演
  - 2022年 「白星編」「バッテリー愛編」
  - 2023年 「ダンス篇」「続・バッテリー愛編」「続・バッテリー愛 三角関係編」
  - 2024年 「勝ってコイコイ・パラパラ編」「続続・バッテリー愛・お誘い編」「続続・バッテリー愛・全部編」